# 오색가시주머니생쥐
오색가시주머니생쥐(Heteromys pictus)는 주머니생쥐과에 속하는 설치류의 일종이다. 멕시코와 과테말라 북단에서 발견된다. 이전에는 가시주머니생쥐속(Liomys)으로 분류했지만, 현재는 측계통군으로 인식하고 주머니생쥐속(Heteromys)으로 분류하고 있다.